# Часлав Клонимирович
Ча́слав Клоними́рович — правитель Сербского княжества в период между 933 и 960 годами. Внук Строимира и правнук Властимира, первого независимого князя Сербии. Последний правитель страны из династии Властимировичей и один из ее наиболее известных представителей. Чаславу удалось восстановить страну, ослабленную борьбой с Болгарией и венграми, и укрепить ее внешнеполитические позиции. Около 960 года он погиб в сражении с венгерским войском.

## Биография
Точные дата и место рождения Часлава неизвестны. Он родился в Болгарии не позднее 896 года в семье Клонимира Строимировича и знатной болгарки. В 896 году Клонимир вторгся в Сербию, но был убит Петром Гойниковичем. О юности Часлава ничего неизвестно. Возможно, он рос при дворе болгарского царя Симеона. В 924 году Часлав был в составе болгарской армии, выступившей против Захария Первославлевича. Тот бежал в Хорватию, а болгарские воеводы призвали сербских жупанов присягнуть Чаславу Клонимировичу как новому правителю Сербии. Между тем, когда те явились на присягу, они были схвачены болгарскими воинами. Войско болгар опустошило страну, уведя с собой множество людей. Вместе с ним ко двору Симеона вернулся и Часлав. Многие из тех сербов, которые избежали болгарского плена, укрылись в хорватских землях.
Болгария использовала территорию Сербии как плацдарм для войны с Хорватией. Однако хорватскому королю Томиславу удалось отбить все атаки болгар. Затем на протяжении нескольких лет земли Сербского княжества были болгарской окраиной. Смерть царя Симеона 27 мая 927 года пошатнула болгарские позиции. Страну начали сотрясать волнения. В 931 году Часлав Клонимирович и еще четверо сербских жупанов бежали из Болгарии в Сербию. Согласно преданию, там они нашли всего 50 мужчин, скрывавшихся в лесах, а вся страна была в руинах. Часлав принял решение обратиться за помощью к Византии, откуда получил её довольно быстро. Кроме дипломатической поддержки сербам была предоставлена и материальная помощь. Также многие сербы вернулись из Хорватии.

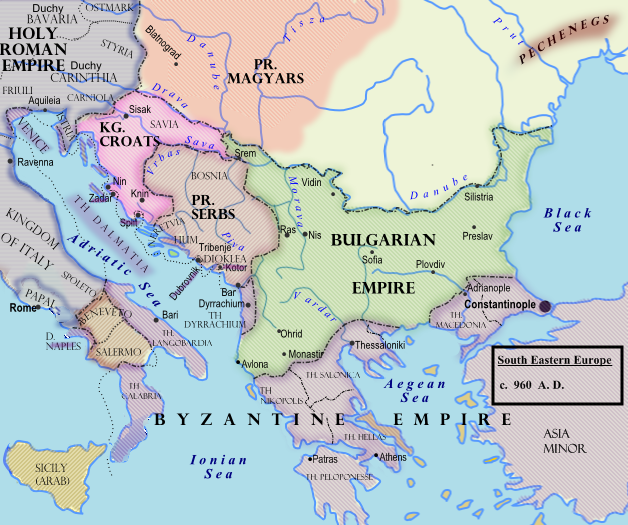
Чаславова Сербия

Ядром державы Часлава Клонимировича стала территория современной Восточной Боснии и Герцеговины и Западной Сербии. Константин Багрянородный в своем труде «Об управлении империей» именовал эту область «Крещёной Сербией». Кроме того, Чаславу удалось включить в состав своих владений всю Боснию, Рашку, Дуклю, Паганию и Захумье. Также его сюзеренитет признали Травуния и Конавлия. Таким образом, держава Часлава Клонимировича занимала гораздо большую территорию, нежели владения Властимира.
Чаславу первому из Властимировичей удалось объединить вокруг себя сербские племена. Он сломил сопротивление некоторых жупанов и сумел противостоять их сепаратистским стремлениям в дальнейшем. По мнению югославского академика Станое Станойевича, именно во время правления Часлава в разрозненных сербских племенах утвердилась идея о необходимости единого государства.
В середине X века Сербия наряду с Хорватским королевством и Византией подверглась мощным атакам венгров из Паннонии. Согласно преданию, Чаславу удалось на берегу Дрины разгромить вторгшийся в Боснию венгерский отряд, которым командовал военачальник Киш, погибший в том бою. Примерно в 960 году вдова Киша возглавила поход более крупного войска против сербов. Битва произошла в Среме, венграм удалось застать сербское войско врасплох посреди ночи и разбить его. Они пленили Часлава и его родственников, а затем связали их и утопили в Саве.

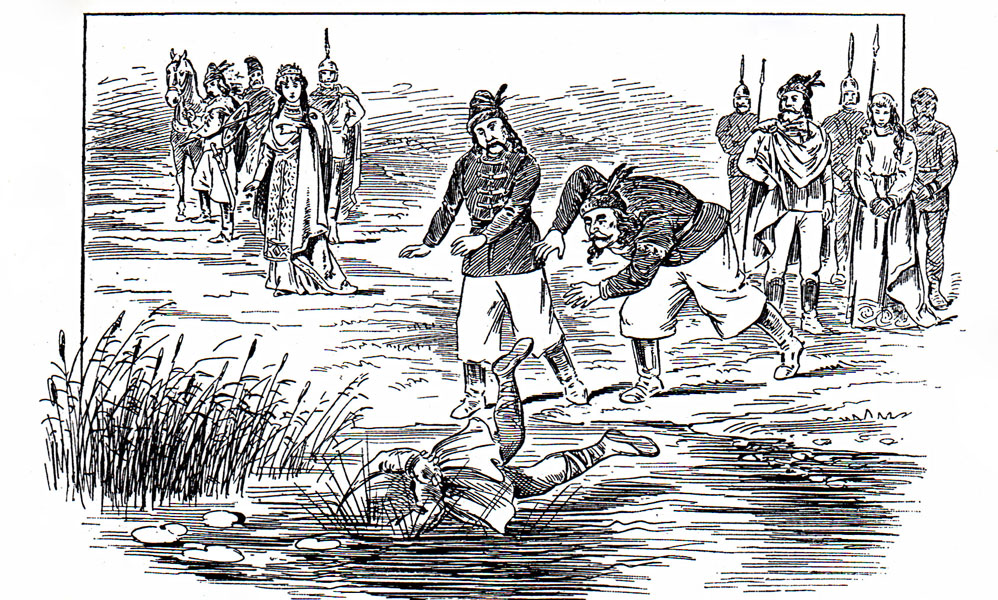
Смерть князя Часлава

Часлав Клонимирович был последним правителем Сербии из династии Властимировичей. После его смерти страна начала распадаться, первой отделилась Босния. Вскоре она была захвачена хорватским королем Крешимиром II. Приморские жупы спустя некоторое время также стали самостоятельными. Через несколько лет большая часть владений Часлава была завоевана болгарами. В 1018 году Рашка, Дукля и другие сербские жупы стали частью Византии. Вновь сербская государственность смогла возродиться только в середине XI века в Дукле.